# امیرحسین امیری
امیرحسین امیری (زادهٔ ‎۱۲ اسفند ۱۳۷۲) یک بازیکن فوتبال اهل ایران است که در پست هافبک برای باشگاه فوتبال فرد البرز بازی می کند.
از باشگاه‌هایی که در آن بازی کرده‌است می‌توان به تیم‌های پیکان تهران و ماشین‌سازی تبریزاشاره کرد.